# Чон-Сары-Ой
Чон-Сары-Ой (кирг. Чоң-Сары-Ой) — село в Иссык-Кульском районе Иссык-Кульской области Кыргызстана. Административный центр Чон-Сары-Ойского аильного округа. Код СОАТЕ — 41702 215 855 01 0.

## Население
По данным переписи 2009 года, в селе проживало 2247 человек.